# Mặt nạ hoa hồng
Mặt nạ hoa hồng là một bộ phim truyền hình Philippines được đạo diễn bởi Dominic Zapata, Gina Alajar, sản xuất bởi Richard Cruz và được phát sóng trên GMA Network lần đầu vào ngày 29 tháng 10 năm 2012. Phim là phiên bản Philippines của bộ phim truyền hình nổi tiếng năm 2008 của Hàn Quốc cùng tên (tên tiếng Việt: Sự quyến rũ của người vợ). Bốn diễn viên chính của bộ phim là Marian Rivera, Dennis Trillo, Glaiza de Castro và Rafael Rosell.

## Nội dung

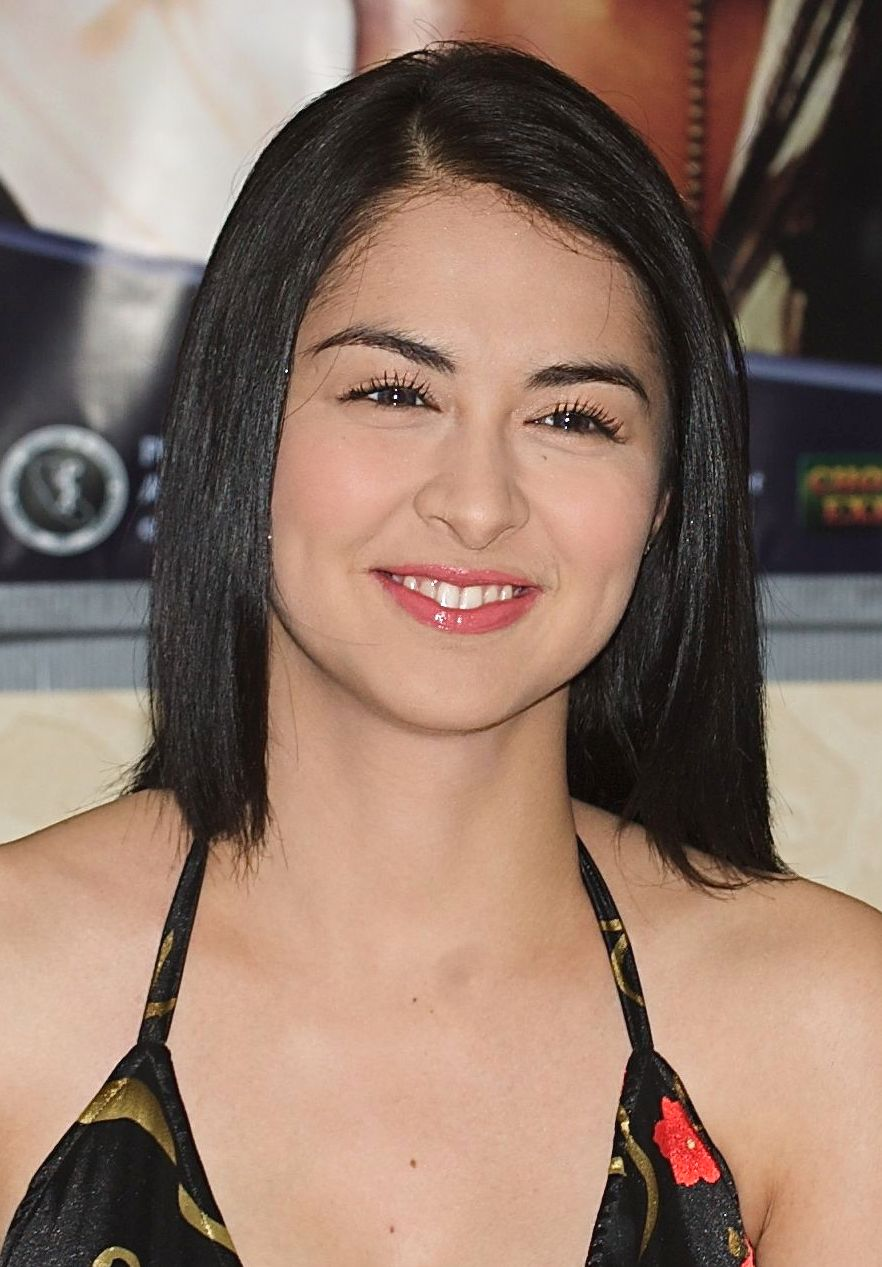
Diễn viên Marian Rivera trong vai Angeline.

Angeline và Heidi trở thành chị em kể từ khi cô bé mồ côi Heidi được cha mẹ Angeline nhận nuôi. Những tưởng mối quan hệ giữa hai cô gái sẽ ngày càng thân thiết, thế nhưng, trái với sự trong sáng và tốt bụng của Angeline, Heidi luôn mang mặc cảm thua kém nên trong cô lúc nào cũng ganh ghét người chị em của mình.
Những năm tháng tuổi thơ êm đềm trôi qua, càng lớn Angeline càng xinh đẹp và dịu dàng. Điều này khiến trái tim nhiều chàng trai lỗi nhịp, nhưng chỉ có một người làm cô thấy hạnh phúc, đó là Marcel. Từ bỏ giấc mơ nghề nghiệp, Angeline quyết định cùng Marcel xây tổ ấm. Nhưng, cuộc đời không ai học được chữ ngờ. Đời sống hôn nhân bắt đầu rạn nứt khi Angeline phát hiện ra bản chất dối trá và phản bội của Marcel. Kẻ thứ ba, ác nghiệt thay lại chính là Heidi, người chị em thân thiết từ thuở ấu thơ của Angeline. Chưa hoàn hồn sau cú sốc đó, người vợ đáng thương còn hay tin mình đã bị sảy thai.
Marcel quyết định cắt đứt với người tình nhưng Heidi đã mang thai. Anh chàng chọn cách chung sống với Heidi nên Angeline buộc phải quay trở lại nhà cha mẹ đẻ. Ngay chính vào lúc “dầu sôi lửa bỏng” này, Angeline cũng phát hiện ra rằng cô cũng đang mang thai đứa con của Marcel.
Sợ hãi khi mất đi những thứ quý giá mình đang có, Heidi bày mưu tính kế ám hại con gái của người đã từng cưu mang mình. Nhưng số mệnh không chiều lòng người, Angeline sống sót và trở lại trả thù. Cô lấy danh tính của người phụ nữ khác là Chantal, từ từ bắt Marcel và Heidi phải trả giá…

## Diễn viên

### Diễn viên chính
- Marian Rivera trong vai Angeline Santos/Chantal Gonzales

Angeline là một người có tinh thần trách nhiệm cao, luôn quan tâm người khác, từ bi và khá ngây thơ. Cô có một ước mơ đó là sẽ trở thành một chuyên gia trang điểm thành công. Cô luôn luôn quan tâm đến gia đình mình vì thường xuyên bị rơi vào hoàn cảnh túng thiếu nợ nần và sẵn sàng hy sinh cho gia đình của mình. Cô tốt nghiệp trường đại học có uy tín và nuôi dưỡng cho mình ước mơ trở thành một chuyên gia trang điểm. Nhưng bởi vì cô đã phát hiện mình mang thai với Marcel Salcedo, vì không còn sự lựa chọn nào khác nên cô đành chấp nhận phải từ bỏ ước mơ của mình và kết hôn với Marcel. Mặc dù đó là một quyết định khó khăn khi kết hôn mà không có tình yêu với Marcel, cô đã cố gắng hết mình cho chồng và học cách nấu ăn để trở thành người vợ tuyệt vời trong gia đình. Mẹ của Marcel vốn là người rất ác độc. Trong suốt 7 năm bà ta chỉ biết đay nghiến, chì chiết, hành hạ cô và coi cô như một tôi tớ trong nhà. Tuy nhiên, cô đã sớm nhận ra rằng cuộc đời mình đã bị dối trá, nhất là sự phản bội từ chồng và người bạn thân nhất.
- Dennis Trillo trong vai Marcel Salcedo

Anh là một người đàn ông vô trách nhiệm và không biết nghĩ cho người khác, anh là người đang nỗ lực để hoàn thành trách nhiệm của mình với tư cách là người thừa kế của Salcedo và phải tuân theo những mong đợi của cha mình. Là một người bạn đời, Marcel luôn cố gắng để có thể làm một người chồng tốt với Angeline Santos, mặc dù anh không thực sự yêu Angeline. Khi câu chuyện tiến triển, cuối cùng anh cũng cảm thấy có lỗi với hành động của mình và muốn hòa giải với Angeline sau khi tiết lộ sự ngụy trang của cô như Chantal Gonzales và khám phá bí mật của Heidi rằng cô không mang thai đứa con của mình khi cô giả vờ. Marcel tức giận chia tay với cô. Marcel đã bị giết bởi Heidi khi kết thúc loạt phim này sau khi anh hy sinh mạng sống của mình để cứu Angeline khỏi bị bắn khi anh ta xin lỗi cô trước những hành động của anh ngay từ đầu trước khi chết.
- Glaiza de Castro trong vai Heidi Fernandez

Người con nuôi cứng đầu khi được gia đình Angeline nhận nuôi và là người bạn thân nhất của Angeline Santos. Cô làm việc như là một nhà tư vấn/quản lý sắc đẹp tại Bella France - một công ty làm đẹp có tiếng. Heidi đã bí mật ghét Angeline vì cô cảm thấy rằng số phận luôn luôn ủng hộ Angeline và đã cho cô ấy những điều mà cô và những người thân của cô ấy  luôn luôn muốn. Một trong số đó chính là chồng của Angeline - Marcel Salcedo. Cô cũng chịu trách nhiệm về cái chết của Angeline và sự sẩy thai của cô vì ban đầu cô muốn giết đứa trẻ của Marcel khỏi Angeline. Việc mang thai của cô đã được tiết lộ là một giả mạo sau khi bác sĩ phụ khoa tiết lộ với cô rằng cô có một u nang ở buồng trứng của cô mà cô không thể chấp nhận sự thật. Cô cũng giả vờ mang thai với Marcel cho đến khi cô phát hiện ra bí mật của cô khiến cô bị chia tay. Vào cuối phim, cô đã bị ung thư buồng trứng giai đoạn cuối do không được điều trị túi nang và tập trung hơn vào việc giết chết người anh họ Angeline. Nỗ lực cuối cùng của cô là giết Angeline bằng cách cầm một khẩu súng cầm tay nhưng kế hoạch của cô đã thất bại khi Marcel đã đỡ viên đạn ấy từ Angeline và chết ngay tại chỗ. Cô nhanh chóng trở nên lo lắng và đã có hành vi phạm tội kể cả sau khi bị cảnh sát bắt. Sau cái chết của Marcel, cô đã chết trong nhà tù cũng vì ung thư buồng trứng và cô đã nói rằng cô sẽ gặp Marcel trên thiên đường trước khi chết.
- Rafael Rosell trong vai Nigel Armada

Bị mồ côi hồi nhỏ, Nigel tìm thấy một gia đình mới với Yolanda Armada là một người đàn bà giàu có, người đã nuôi dưỡng anh như là của đứa con ruột của cô. Anh sau đó đã trở thành một kiến trúc sư trẻ thành công. Cuộc sống thanh thản của anh thay đổi khi Angeline Santos bước vào cuộc đời anh khiến anh bị xao nhãng. Mặc dù Angeline đang có một khoảng thời gian khó khăn để quên đi quá khứ đau thương của mình và mở lòng một lần nữa, Nigel vẫn hy vọng rằng tình yêu của anh dành cho cô một ngày nào đó sẽ được đáp lại. Anh cũng giúp người mẹ nuôi của mình là Yolanda để đào tạo Angeline trở thành một người phụ nữ lý tưởng và chính thức trở thành Chantal Gonzales sau khi Angeline tiết lộ với họ về sự sống còn của cô. Cuối phim, anh đã kết hôn với Angeline Santos sau cái chết của Marcel.
- Michelle Madrigal trong vai Chantal Armada

Khi mẹ của cô bắt đầu ra ngoài để làm việc, cô đã được chăm sóc bởi người anh nuôi của cô. Cô đã có tình cảm với Nigel mà không hề nhận ra nó. Cô ấy cần phải có bất cứ điều gì cô ấy muốn và do đó, không thể bỏ đi tình cảm của mình đối với Nigel khi cô không biết mình bị bệnh tâm thần. Sau khi bị từ chối tình cảm đó bởi Nigel, cô đã tự sát ở bãi biển, tình cờ cùng một nơi mà Angeline bị chết đuối.

### Gia đình Angeline
- Rio Locsin trong vai Minda Santos - mẹ Angeline

Bà là một người mẹ điển hình và là trụ cột của cả gia đình. Bà đã từng là người lau dọn nhà cửa để kiếm tiền cho gia đình và đáp ứng nhu cầu của mẹ Marcel.
- Rez Cortez trong vai Abner Santos - bố Angeline

Ông là một người thường không quan tâm tới những khó khăn của vợ ông nhưng lại có những sự chú ý đặc biệt tới trẻ em và rất yêu thương chúng.

### Diễn viên phụ
- Antonio Aquitania trong vai Leo Santos (anh trai Angeline)

- Raymond Bagatsing trong vai Romeo Salcedo (bố của Marcel)

- Diva Montelaba trong vai Darlene Armada

- Cherie Gil trong vai Stella Salcado (mẹ của Marcel)

- Bettina Carlos trong vai Madel Salcedo (em gái Romeo/cô của Marcel)

- Ayen Munji-Laurel trong vai Yolanda Armada (mẹ nuôi Nigel/mẹ ruột Chantal)

- Michelle Madrigal trong vai Chantal Armada (em gái nuôi Nigel)
  - Chynna Ortaleza trong vai Divine Salcedo
  - JC Tiuseco trong vai Bernard (bạn của Marcel).
  - Bubbles Paraiso trong vai Leslie (bạn của Heidi)
  - Robert Seña trong vai Robert Sarmiento
  - Mel Martinez trong vai Pat - bạn đồng nghiệp của Angeline trợ lý của Yolanda

## Phát sóng
Phim đã phát sóng trên TodayTV vào lúc 19h hàng ngày bắt đầu từ ngày 28 tháng 10 năm 2013.